# تله مرگ (فیلم)
تله مرگ (انگلیسی: Deathtrap) فیلمی آمریکایی در سبک معمایی به کارگردانی سیدنی لومت است که در سال ۱۹۸۲ منتشر شد. از بازیگران آن می‌توان به مایکل کین، کریستوفر ریو، دیان کنون، هنری جونز و آیرین ورت اشاره کرد. این فیلم از لحاظ خط داستان مشابهت زیادی با فیلم دیگر مایکل کین با نام کارگاه که در سال ۱۹۷۲ ساخته شد، دارد.

## خلاصه داستان
سیدنی برول نمایشنامه‌نویسی است که پس از شاهکارش به نام بازی قتل دیگر نتوانسته است اثر موفقی بیافریند. او یک شب بعد از اجرای ناموفق آخرین نمایش نامه‌اش به خانه بازمی‌گردد، در حالی که نمایشنامه ای از سوی یکی از دانشجویان خودش به نام تله مرگ دریافت کرده است. سیدنی پس از خواندن نمایش‌نامه متوجه می‌شود با اثر فوق‌العاده ای رو برو شده و به همسرش به شوخی پیشنهاد می‌کند تا پس از کشتن دانشجو نمایشنامه را به نام خود ارائه دهد. این شوخی پس از آن که می‌فهمد دانشجو نمایشنامه را به هیچ‌کس نشان نداده و این تنها نسخه موجود است،...